# 马佐韦河
馬佐埃河（Mazowe）是津巴布韋和莫桑比克的河流，發源自哈拉雷以北，向北朝東北方向流動，成為兩個接壤的邊境，其後注入尚比西河，是淘金者的熱門地點。1920年，座落於哈拉雷以北40公里的馬佐埃水壩落成，用作灌溉附近的農作物。